# Polyzonus flavocinctus
Polyzonus flavocinctus es una especie de escarabajo longicornio del género Polyzonus, subfamilia Cerambycinae, tribu Callichromatini. Fue descrita científicamente por Gahan en 1894.
El período de vuelo ocurre en los meses de abril, mayo, junio y julio.

## Descripción
Mide 17-24 milímetros de longitud.

## Distribución
Se distribuye por China, Laos, Birmania, Tailandia y Vietnam.